# Reuven Rivlin
Reuven "Ruby" Rivlin (tiếng Hebrew: ראובן ריבלין, [ʁeʔuˈven ʁivˈlin]; sinh 9 tháng 9 năm 1939) là một chính khách Israel. Trong cuộc bầu cử ngày 10 tháng 6 năm 2014, ông đã đắc cử chức tổng thống Israel. Ông là một đảng viên của đảng Likud. Rivlin là Bộ trưởng Bộ Thông tin giai đoạn 2001-2003 và sau đó là chủ tịch của Knesset giai đoạn 2003-2006 và một lần nữa 2009-2013. Ông tốt nghiệp luật tại Đại học Hebrew Jerusalem và làm luật sư. Vào ngày 10 tháng 6 năm 2014, ông được bầu làm Tổng thống thứ 10 của Israel.

## Tiểu sử
Reuven Rivlin đã được sinh ra tại Jerusalem. Ông đã nhận được bằng luật của Đại học Hebrew Jerusalem và làm việc như một luật sư. Ông là một hậu duệ của học sinh của Vilna Gaon, con trai của Yosef Yoel Rivlin và một thành viên của gia đình Rivlin. Ông kết hôn với Nechama (sinh ngày 05 tháng 6 năm 1945) và có bốn người con. Ông là một người ăn chay kể từ cuối những năm 1960. Rivlin được biết đến như một người ủng hộ của Beitar Jerusalem câu lạc bộ bóng đá, đôi khi được mô tả là "-Hầu hết dày dạn-Beitar-fan hâm mộ", kể từ khi ông lần đầu tiên nhìn thấy một trò chơi của Beitar vào năm 1946 khi ông 7 tuổi.

## Sự nghiệp chính trị

### Tổng thống
Rivlin đã được bầu làm Tổng thống thứ 10 của Israel vào ngày 10 tháng 6 năm 2014 nhận được sự hỗ trợ của 63 MKS trong một cuộc bỏ phiếu dòng chảy đối với MK Meir Sheetrit. Rivlin sẽ được tuyên thệ nhậm chức vào ngày 24 tháng 7 năm 2014 thay thế Shimon Peres. Sau khi được bầu làm tổng thống thứ 10, ông ngay lập tức không còn là một thành viên của Quốc hội Israel.